# Bonner Stadtschreiber
Der Bonner Stadtschreiber ist ein Stadtschreiber-Literaturstipendium, das seit 2018 unter dem Namen „Ferdinande Boxberger Literaturstipendium“ von dem Verein Lese-Kultur Godesberg vergeben wird. Das dreimonatige Stipendium ist mit monatlich 2500 Euro dotiert. Außerdem wird eine kostenlose Wohnung in Bad Godesberg bereitgestellt; während der Dauer des Stipendiums besteht Residenzpflicht. Zu den Aufgaben des Stadtschreibers gehören eine Lesung aus eigenen Texten in der Godesberger Parkbuchhandlung und Lesungen in Schulen. Als wünschenswert gelten weitere Aktivitäten wie etwa ein Schreibworkshop oder das Betreiben eines Blogs.
Bisherige Preisträger:
- 2024 Kristof Magnusson[2]
- 2023 Stefanie de Velasco[3]
- 2022 Albrecht Selge[4]
- 2021 David Wagner[5]
- 2020 Ulla Lenze[6]
- 2019 Thomas de Padova für Nonna[7]
- 2018 Julia von Lucadou für Die Hochhausspringerin[8]